# العلاقات الفنلندية اللوكسمبورغية
العلاقات الفنلندية اللوكسمبورغية هي العلاقات الثنائية التي تجمع بين فنلندا ولوكسمبورغ.

## مقارنة بين البلدين
هذه مقارنة عامة ومرجعية للدولتين:
| وجه المقارنة                                              | فنلندا                                                                               | لوكسمبورغ                                                     |
| --------------------------------------------------------- | ------------------------------------------------------------------------------------ | ------------------------------------------------------------- |
| المساحة (كم2)                                             | 338.42 ألف                                                                           | 2.59 ألف                                                      |
| عدد السكان (نسمة)                                         | 5.52 مليون                                                                           | 599.45 ألف                                                    |
| الكثافة السكانية (ن./كم²)                                 | 16.31                                                                                | 231.45                                                        |
| العاصمة                                                   | هلسنكي                                                                               | لوكسمبورغ                                                     |
| اللغة الرسمية                                             | اللغة الفنلندية، اللغة السويدية                                                      | اللغة اللوكسمبورغية، لغة فرنسية، اللغة الألمانية              |
| العملة                                                    | يورو، ماركا فنلندية                                                                  | يورو، فرنك لوكسمبورغ                                          |
| الناتج المحلي الإجمالي (بليون دولار)                      | 251.88 مليار                                                                         | 62.40 مليار                                                   |
| الناتج المحلي الإجمالي (تعادل القوة الشرائية) بليون دولار | 231.84 مليار                                                                         | 58.13 مليار                                                   |
| الناتج المحلي الإجمالي الاسمي للفرد دولار أمريكي          | 42.31 ألف                                                                            | 101.45 ألف                                                    |
| الناتج المحلي الإجمالي للفرد دولار أمريكي                 | 40.68 ألف                                                                            | 101.93 ألف                                                    |
| مؤشر التنمية البشرية                                      | 0.883                                                                                | 0.892                                                         |
| رمز المكالمات الدولي                                      | +358                                                                                 | +352                                                          |
| رمز الإنترنت                                              | .fi                                                                                  | .lu                                                           |
| المنطقة الزمنية                                           | ت ع م+02:00، ت ع م+03:00، أوروبا/هلسنكي ‏، توقيت شرق أوروبا، توقيت شرق أوروبا الصيفي ‏ | توقيت وسط أوروبا، ت ع م+01:00، ت ع م+02:00، أوروبا/لوكسمبورج ‏ |

## مدن متوأمة
في ما يلي قائمة باتفاقيات التوأمة بين مدن فنلندية ولوكسمبورغية:
- ترتبط كاركيلا مع Niederanven [الإنجليزية]‏ باتفاقية توأمة.

## منظمات دولية مشتركة
يشترك البلدان في عضوية مجموعة من المنظمات الدولية، منها:
| علم المنظمة | اسم المنظمة                               | تاريخ انضمام فنلندا | تاريخ انضمام لوكسمبورغ |
| ----------- | ----------------------------------------- | ------------------- | ---------------------- |
|             | وكالة الفضاء الأوروبية                    | 1969                | ?                      |
|             | بنك التنمية الآسيوي                       | 1966                | 2003                   |
|             | الاتحاد الأوروبي                          | 1995                | 25 مارس 1957           |
|             | وكالة ضمان الاستثمار متعدد الأطراف        | 28 ديسمبر 1988      | 29 أغسطس 1991          |
|             | منظمة التعاون الاقتصادي والتنمية          | 1969                | ?                      |
|             | الأمم المتحدة                             | 14 ديسمبر 1955      | 24 أكتوبر 1945         |
|             | الوكالة الدولية للطاقة                    | ?                   | ?                      |
|             | الفريق المعني برصد الأرض                  | ?                   | ?                      |
|             | مركز تنسيق الحركة في أوروبا ‏              | ?                   | ?                      |
|             | منظمة حظر الأسلحة الكيميائية              | ?                   | ?                      |
|             | منظمة التجارة العالمية                    | 1995                | ?                      |
|             | منظمة الشرطة الجنائية الدولية             | ?                   | ?                      |
|             | البنك الإفريقي للتنمية                    | ?                   | ?                      |
|             | منظمة الأمن والتعاون في أوروبا            | 25 يونيو 1973       | 25 يونيو 1973          |
|             | مؤسسة التنمية الدولية                     | 29 ديسمبر 1960      | 4 يونيو 1964           |
|             | نظام تحكم تكنولوجيا القذائف               | 1991                | 1990                   |
|             | يونسكو                                    | 10 أكتوبر 1956      | 27 أكتوبر 1947         |
|             | مجلس أوروبا                               | 5 مايو 1989         | ?                      |
|             | الاتحاد البريدي العالمي                   | ?                   | ?                      |
|             | البنك الدولي للإنشاء والتعمير             | 14 يناير 1948       | 27 ديسمبر 1945         |
|             | اتفاقية السماوات المفتوحة                 | ?                   | ?                      |
|             | الاتحاد الدولي للاتصالات                  | 1 سبتمبر 1920       | 2 مارس 1866            |
|             | مؤسسة التمويل الدولية                     | 20 يوليو 1956       | 4 أكتوبر 1956          |
|             | المنظمة الأوروبية لسلامة الملاحة الجوية   | 2001                | 1960                   |
|             | المركز الدولي لتسوية المنازعات الاستشارية | 8 فبراير 1969       | 29 أغسطس 1970          |
|             | مجموعة أستراليا                           | 1991                | 1985                   |
|             | مجموعة الموردين النوويين                  | ?                   | ?                      |

## وصلات خارجية
- موقع وزارة الخارجية الفنلندية
- موقع وزارة الخارجية اللوكسمبورغية